# 山案座μ
山案座μ，又名CP-71 282，HD 30612、SAO 256122、HR 1541，是山案座的一颗恒星，视星等为5.54，位于銀經282.97，銀緯-35.83，其B1900.0坐标为赤經4h 44m 3.6s，赤緯-71° -35.83′ 52″。